# Razor (banda japonesa)
Razor (レザー) (estilizado em maiúsculas como RAZOR) é uma banda japonesa de rock, da cena visual kei, formada em Tóquio em 2016. Sua formação atual é Ryoga como vocalista, Tsurugi e Kouryu como guitarristas, IZA como baixista e Nikky como baterista e estão na gravadora Timely Records.
Razor foi ranqueada em sétimo lugar no ranking de artistas visual kei da JRock News de 2020, em décimo lugar em 2019 e em décimo quarto lugar em 2018.

## Carreira
Formada em 2016, Razor estreou com um show oficial em 30 de novembro, após um show secreto no Zepp Tokyo em 16 de outubro. No mesmo dia da estreia lançaram seu primeiro EP Red Invisible e três meses depois o single "DNA". Em novembro de 2017 fizeram seus primeiros shows fora do Japão ao lado da banda Affective Synergy, no dia 3 em Taipé e no dia 5 em Shangai.
O baterista Tetsuya saiu em novembro de 2019 e foi substítuido por Nikky em março de 2020.
Em 10 de novembro de 2021 lançaram o single "Countdown", onde o guitarrista Kouryu canta os backing vocals em mandarim.

## Membros
- Ryoga (りょうが) – vocal

Nasceu em 3 de julho de 1985.
- Tsurugi (剣) – guitarra

Nasceu em 2 de abril, em Shiga.
- Kouryu (衍龍) – guitarra

Nasceu em Shanghai, China, em 14 de outubro.
- IZA – baixo

Nasceu em 8 de maio.
- Nikky – bateria

Nasceu em 17 de fevereiro.

### Ex membros
- Tetsuya (哲也) – bateria

## Discografia

### Álbuns
| Tipo    | Título                         | Lançamento             | Posição na Oricon | Posição na Oricon |
| Tipo    | Título                         | Lançamento             | Indies            | Principal         |
| ------- | ------------------------------ | ---------------------- | ----------------- | ----------------- |
| EP      | Red Invisible                  | 30 de novembro de 2016 | 4                 | 80                |
| EP      | the CORE                       | 22 de novembro de 2017 | -                 | 52                |
| EP      | Knot Invisible                 | 14 de abril de 2018    | 4                 | 31                |
| Estúdio | Sennen no Shirabe (千年ノ調べ) | 26 de junho de 2019    | 4                 | 44                |
| Estúdio | Okite (掟)                     | 6 de março de 2020     | 10                | 108               |
| EP      | Parasite Invisible             | 28 de abril de 2021    | 10                | 110               |

### Singles
| Título                                  | Lançamento              | Posição na Oricon | Posição na Oricon |
| Título                                  | Lançamento              | Indies            | Principal         |
| --------------------------------------- | ----------------------- | ----------------- | ----------------- |
| "DNA"                                   | 22 de fevereiro de 2017 | 2                 | 54                |
| "Liquid Vain"                           | 2 de agosto de 2017     | -                 | 34                |
| "Brilliant"                             | 9 de maio de 2018       | 2                 | 29                |
| "Akaku Chirabaru Hana" (紅く散らばる華) | 25 de julho de 2018     | 2                 | 38                |
| "Undo"                                  | 13 de março de 2019     | 3                 | 30                |
| "Kanzen Muketsu" (完全無欠)             | 6 de novembro de 2019   | 4                 | 21                |
| "Nemureru Aztec"                        | 4 de novembro de 2020   | 4                 | 34                |
| "Countdown"                             | 10 de novembro de 2021  | 1                 | 25                |